# Æthelburg van Wessex
Koningin Æthelburg, (ook Æthelburh of Ethelburga genoemd) (ca. 673-740) was koningin van Wessex door haar huwelijk met koning Ine van Wessex. Zij is misschien wel het meest bekend om haar daad in 722, toen ze de vesting Taunton (die door Ine was gebouwd) verwoestte in een poging de rebel Ealdberht te vinden.

## Leven
Æthelburg werd rond 673 geboren. Ze was de vrouw van koning Ine van Wessex. Æthelburg wordt door sommige historici beschouwd als een van de weinige Angelsaksische vrouwelijke krijgers. In 722 brandde Æthelburg de stad Taunton af, een stad gebouwd door Ine. De exacte beweegredenen van Æthelburg om de stad in brand te steken zijn niet duidelijk, maar ze trachtte ofwel de rebel Ealdberht te vinden ofwel te voorkomen dat Taunton door de opstandelingen werd ingenomen. In 726 ging Æthelburg op pelgrimstocht naar Rome met haar echtgenoot koning Ine van Wessex die de troon had opgegeven, hij liet geen duidelijke erfgenaam achter. Zowel Æthelburg als koning Ine stierven in Rome. 

## Nalatenschap
Æthelburg is een prominente figuur in Judy Chicago's kunstinstallatie The Dinner Party, als een van de 999 namen op de Heritage Floor. In The Dinner Party is het personage Æthelburg eigenlijk een combinatie van Æthelburg van Wessex en Æthelburg van Kent, waarmee ze vaak wordt verward.